# Festival di Castrocaro 1962
Questa pagina raccoglie i dati relativi all'edizione del Festival di Castrocaro del 1962.

## La manifestazione
Al concorso si iscrivono per la VI edizione circa 2000 cantanti, che vengono selezionati in tutta Italia fino ad arrivare ad una rosa di quarantasei giovani che vengono esaminati da una commissione composta da Natalino Otto, Sergio Bruni, Luciano Tajoli, Nunzio Filogamo, Ernesto Calindri, Mario Mattoli, Gigi Cichellero e Giovanni D'Anzi.
La commissione esaminatrice seleziona i dieci partecipanti alla fase finale più due riserve.
Nel corso della serata finale i cantanti presentano due canzoni già edite, accompagnati dall'orchestra diretta dal Maestro Cinico Angelini.
Gli artisti sono sottoposti al vaglio di cinque giurie, di cui due esterne (a Sanremo e a Napoli), mentre le tre presenti in sala sono costituite da giornalisti, da tecnici e da alcuni spettatori sorteggiati tra quelli presenti in sala.
I primi due cantanti classificati (che risulteranno essere Eugenia Foligatti Gianni La Commare) vengono proclamati vincitori ed ottengono il diritto di partecipare al Festival di Sanremo 1963; molti altri cantanti però otterranno ugualmente contratti con case discografiche, avviandosi ad una carriera musicale, e tra essi vi è Iva Zanicchi, data per favorita ma che arriva alla serata finale con la laringite e Mirna Doris, che partecipa con il nome di "Tina Chiarelli". 
Accompagnano i cantanti alcuni padrini e madrine: Rosanna Schiaffino, Jane Mansfield, Tonina Torrielli, Johnny Dorelli, Tomas Milian, Rossano Brazzi.
Ospite della serata finale Catherine Spaak.

## I partecipanti

### I dieci finalisti
- Eugenia Foligatti (Massa Lombarda, 23 novembre 1941: Cercami e Pide - 143 voti
- Gianni La Commare (Messina, 6 novembre 1937): Uno dei tanti e Abat-Jour - 81 voti
- Dino Pedretti (Clusone, 1934): Mister Amore - 56 voti
- Iva Zanicchi (Ligonchio, 18 gennaio 1940): Mi arrendo - 26 voti
- Enrico Campia (Torino, 1936): Caterina - 24 voti
- Luisa Carpentieri (Napoli, 1936): Nessuno mai
- Laura Ricci (Acqui Terme, 1938): Esiste
- Tina Chiarelli (Napoli, 1940): Il primo mattino del mondo
- Fabrizio Ferretti (Rosignano Solvay, 21 marzo 1945): Come te
- Verardo Ricci (Imola, 1938): Io so

Riserve: Renata Maglietti (Sanremo) e Salvatore Russo (Napoli)

### Gli eliminati
- Piero Focaccia (Cervia, 5 febbraio 1944)
- Francesco Rangone (Alessandria)
- Sara Giuliana (Bologna)
- Salvatore Ricci (Napoli)